# قائمة بأمراض واضطرابات الطفولة

معدل السنة الحياتية للإعاقة للطفولة-تَجَمُّع الأمراض لكل 10,000 نسمة. تتضمن السعال الديكي، شلل الأطفال، الخُنَاق (الدفتيريا)، الحصبة، والكُزاز.
لا توجد بيانات
≤ 25
25-50
50-100
100-200
200-300
300-400
400-500
500-750
750-1000
1000-2000
2000-3000
≥ 3000

يُشير مُصْطَلَح "أمراض الطُفُولَة" إلى المَرَض الذي يَنتقل أو تَظهر أَعرَاضه قبل سن 18 أو 21 عَاماً. ويُحتمل أن يُصاب البالغون أيضاً بالعديد من هذه الأمراض.
تتضمن بعض أمراض الطفولة ما يلي:

## الأمراض من ثلاث سنوات إلى خمس سنوات
- عدوى المُبْيَضَّةُ البَيضَاء
- عدوى المُبْيَضَّةُ المَرَطِيَّة
- عدوى الفيروس المُضَخِّم للخلايا (CMB)
- الخُنَاق
- عدوى فيروس كورونا
- مُتلازمةُ الضائِقة التنفُّسيَّة*
- الحَصبة

- مُتلازمةُ شفط العِقْيُ
- عدوى الفيروس الرِّئوي المُتبدِّل (hMPV)
- الالتِهابُ المِعَوَيّ القولونِيّ الناخِر (ان أي سي -NEC)
- الرَّمَد الوَليدِي
- عدوى فيروس نظير الإنفلونزا البشري (hPIV)
- السُعال الديكي
- شلل الأطفال
- اللِّيستيريا قبل الولادة*
- عدوى العقديَّات من المجموعة ب ( العقدية القاطعة للدر)
- داء تاي ساكس
- الكُزاز
- عدوى المُيَوِّرَةُ الحالَّةُ لليُوريا
- عدوى الفيروس الَمخلَويُّ التَّنَفُّسيّ (RSV)
- عدوى الفيروس الأنفي، الزُّكام
- سُكَّري النوع الثاني

## أمراض الأطفال الأكبر سِناً
- الزُّكام
- الإيدز
- فَقر الدَّم
- الرَّبْو
- التِهاب القُصَيبات
- السرَطان
- داء المُبْيَضَّات
- داء شاغاس
- جدري الماء
- الخانوق ( التهابُ الحَنْجَرَة و الرُّغامَى)
- التليُّف الكيسيّ
- الفيروس المُضَخِّم للخلايا (CMB)(الفيروس الذي ينتقل بشكل متكرر قبل الولادة)
- تسوس الأسنان
- السُّكَّريّ (النوع الأول)
- الخُنَاق
- الحَثَلُ العضليّ الدوشينيّ (DMD)
- الداء الخامس
- مرض قلبيّ خلقي
- كثرة الوحيدات العدوائيّة

- الإنفلونزا

- الانغلاف المعوي (اضطراب طبي)
- الالتِهاب المفصليّ الروماتويديّ اليفعيّ
- ابيضاض الدَّم
- الحَصبة
- التِهاب السَّحايا
- المُلَيساء المُعدِية
- النُّكَاف
- المُتلازمة الكلويّة
- داءُ أوزغُود شلاتَر
- تكوُّن العظم الناقص (OI)
- ذَات الرِّئَة
- شلل الأطفال
- حمى الروماتيزم
- كُساح الأطفال
- الطفح الورديّ
- الحَصبة الألمانية
- مرض سيفير
- الكُزاز
- السُّلّ
- الانفتال
- السُعال الديكيّ
- التِهاب الكبد الوبائي أ
- الحُمَّى القُرْمُزِيَّةُ
- داء لايم
- جَفاف المُلتَحِمة